# Екатеринбургски метрополитен
Екатеринбургският метрополитен (на руски: Екатеринбургский метрополитен, до 1992 г. – Свердловский метрополитен) е метросистемата в град Екатеринбург (бивш Свердловск), Русия.
Влязъл в експлоатация на 27 април 1991 г., той става последният метрополитен, открит преди разпадането на СССР.
Разполага с 1 линия (няма название) с дължина 13,8 км (от тях експлоатационен участък – 12,7 км), на които са разположени 8 станции.

## История
Първите планове за строителството на метро се появяват през 70-те години на миналия век. Технико-икономическата обосновка се извършва от института „Харковметропроект“, гр. Харков, Украйна.
Строителните дейности започват през август 1980 г. Сложният ландшафт и плътната застройка в центъра на града определят смесеното изграждане на станциите: плитко и дълбоко заложение. Откриването на първите станции е планирано за 1987 г., но планът не е изпълнен в определения срок.
На 26 април 1991 г. се провежда тържествената церемония по откриването, но за официална дата се приема 27 април 1991 г., когато се пуска редовното движение за гражданите. В пусковия участък са изградени само три станции.

## Хронология
| Участък                                     | Дата на откриване   |
| ------------------------------------------- | ------------------- |
| „Проспект Космонавтов“ – „Машиностроителей“ | 27 април 1991 г.    |
| „Машиностроителей“ – „Уральская“            | 22 декември 1992 г. |
| „Уралская“ – „Площад 1905 г.“               | 22 декември 1994 г. |
| „Площад 1905 г.“ – „Геологическая“          | 30 декември 2002 г. |
| „Геологическая“ – „Ботаническая“            | 28 ноември 2011 г.  |
| „Чкаловская“                                | 28 юли 2012 г.      |

## Подвижен състав
В Екатеринбургското метро се движат състави от типа 81 – 717/714, в 4-вагонни композиции. Разполагат с 54 вагона.
Обслужват се от депо „Калиновское“.

## Метро вРусия
- Московско метро
- Петербургско метро
- Нижегородски метрополитен
- Новосибирски метрополитен
- Самарско метро
- Казански метрополитен
- Сочинско метро